# هارالد دايلمان
هارالد دايلمان Harald Deilmann (1920 – 2008) مهندس معماري ألماني. ولد في جلادبيك في ولاية نوردراين فستفالن. اشتهر بتصميماته للمباني العامة مثل دو الأوبرا والمتاحف في جميع أنحاء العالم.
كان عضوا في أكاديمية الفنون في برلين والأكاديمية الألمانية لإنشاء المدن والتخطيط العمراني في هانوفر.
من أعماله المشهورة مبنى مسرح مدينة مونستر ودار الأوبرا في إيسن. وتوفي في مونستر.
حصل على عدة جوائز منها: الجائزة الكبرى للتصميم المعماري من ولاية نوردراين فستفالن الألمانية عام 1962 – وصليب الوردة البيضاء من هلسنكي بفنلندا عام 1998.
من تصميماته المعمارية: مسرح مدينة مونستر – مسرح آلتو في إيسن (وسمي هذا المسرح على اسم المعماري الفنلندي ألفار آلتو) – مسرح طوكيو – دار بلدية جروناو في نوردراين فستفالن – جامعة بيليفيلد – مدرسة جون كينيدي في برلين – والعديد من المتاحف.